# Prediabetes
La prediabetes, estado prediabético es un término médico que se refiere a niveles de glucosa en sangre por encima de los valores normales pero no son tan altos como para llamarse diabetes mellitus—un nivel entre el normal y el de la diabetes. Aquellos individuos que tienen niveles de glucosa en valores de prediabetes tienen un elevado riesgo de tener diabetes mellitus tipo 2 en el futuro mediato, así como de desarrollar complicaciones cardiovasculares.

Sin embargo, en la mayoría de las personas, la prediabetes es asintomática y con reducir el consumo de alimentos con índice glicémico medio, y restringir los alimentos de índice glicémico alto en la dieta, junto con aumentar la actividad física y al bajar el peso, se puede retrasar o prevenir la diabetes tipo 2. Otras personas si presentan síntomas de la prediabetes se manifiesta como fatiga, polifagia o polidipsia. Otros síntomas comunes son: aumento de peso y poliuria.

La prediabetes tiene un componente conocido como intolerancia a la glucosa y la glucosa en ayunas alterada.

La Prediabetes se considera un factor de riesgo para la Diabetes mellitus tipo 2, pero no todas las personas con prediabetes desarrollarán Diabetes mellitus tipo 2. 
La prediabetes afecta tanto a los niños como a los adultos, y sin un buen control en la alimentación de los adultos y niños con prediabetes, puede pasar a diabetes tipo 2.

## Factores de riesgo
La importancia de la prediabetes radica en su asociación con complicaciones macrovasculares y su consiguiente mortalidad asociada. La posibilidad de desencadenar Prediabetes aumenta si se tiene uno o más factores de riesgo: 
- Antecedentes familiares de diabetes mellitus
- Síndrome metabólico y/o niveles de glucosa anormales
- Esteatosis hepática o hígado graso[5]
- Enfermedad cardiovascular
- Hipertensión arterial
- Niveles elevados de triglicéridos
- Niveles bajos de HDL
- Sobrepeso u obesidad.[6]
- Mujeres con diabetes gestacional o

que hayan tenido recién nacidos con peso al nacer mayor de 4 kilos y/o
síndrome de ovario poliquístico.

## Indicadores del estado
La prediabetes no debe verse como una entidad clínica por derecho propio, sino como un mayor riesgo de diabetes y enfermedad cardiovascular (ECV).
Los resultados que indican pre diabetes:
Los pacientes con prediabetes en 2021, se definen por la presencia de IFG y/o IGT y/o A1C 5,7–6,4 % (39–47 mmol/mol). 

IFG= impaired fasting glucose (glucosa en ayunas alterada);

IGT= impaired glucose tolerance (tolerancia glucosa alterada).

A1C (Hemoglobina glucosilada) es una prueba que mide el nivel promedio de glucosa en sangre durante los últimos 3 meses.
- Un A1C de 5.7-6.4 % en 2005.[2] (A1C ≥5.7% [39 mmol/mol] en 2021).[10]

La glucosa circulante forma una unión irreversible con la hemoglobina, que llegará a su fin a los 120 días de vida del glóbulo rojo.
- Glucosa en la sangre en ayunas: de 100-125 mg/dl (5.6–6.9 mmol/L) en 2005 la ADA ya diagnosticaba prediabetes cuando los niveles de glucosa en ayunas estaban entre estas cifras.[2]

Según la Organización Mundial de la Salud (OMS) y otras organizaciones de diabetes se define el límite de IFG en 110-125 mg/dL.

Esta prueba se realiza a primera hora en la mañana, midiendo el nivel de glucosa sanguínea en ayunas.
- Tolerancia oral a la glucosa: la glucosa entre 140-199 mg/dl después de 2 horas de haber bebido un líquido azucarado, se diagnostica la prediabetes.[2] En 2021 2-h PG 140–199 mg/dL (7.8–11.0 mmol/L).[10]

## Seguimiento
Los pacientes con prediabetes deben continuar siendo tamizados cada año.
 Las mujeres que presentaron diabetes gestacional (DMG) cada 3 años.
 Todo paciente mayor de 45 años debería ser estudiado.